# Denis Metzger
Pour les articles homonymes, voir Metzger.
Denis Metzger est un entrepreneur français né le 10 janvier 1951.
Il est à la tête de Chequers Capital depuis 2001. Par ailleurs engagé dans l'humanitaire, il préside Action contre la faim de 2006 à 2010.

## Biographie
Fils de fonctionnaires, Denis Metzger naît le 10 janvier 1951 à Paris. Il est diplômé de l'Institut d'études politiques de Paris (section Économie et finances, promotion 1976) et de l'Institut européen d'administration des affaires. Il fait son service militaire dans l'« Inde miséreuse ».
Après des débuts chez Sofinnova en 1975, cette figure du capital-investissement poursuit sa carrière chez Morgan Guarantee Trust. Il devient en 1999 président de la filiale française de Charterhouse, puis en 2001 président-directeur général de Chequers Capital.
À l'instigation de Jacques Attali, un de ses anciens enseignants, il entre en 1983 au conseil d'administration d'Action contre la faim. En 1995, il prend part à la fondation de Droits d'urgence. De 2006 à 2010, il préside ACF.
Il est père de deux enfants.